# Alcides Maia
Alcides Maia, oppure Alcides Maya, nato Alcides Castilho Maya (São Gabriel, 15 settembre 1878 – Rio de Janeiro, 2 ottobre 1944), è stato uno scrittore, giornalista e politico brasiliano.

## Biografia
Il padre di Alcides Maia, Henrique Maia de Castilho, era un funzionario federale.
Il legame con il sentimento di gaucho, che avrebbe ispirato la narrativa di Alcides Maia, fu ispirato attraverso la linea materna. Carlisle de Castilho Leal, sua madre era la figlia di un proprietario di Jaguari, località nel comune di Lavras do Sul, dove Alcides Maia trascorse la sua infanzia e ambientò alcune delle sue migliori pagine, della sua prima fase creativa, intrise di Romanticismo.
Dopo i suoi studi primari, Alcides Maia si trasferì a Porto Alegre, dove studiò scienze umane. Nel 1895, si iscrisse alla Facoltà di Giurisprudenza di San Paolo. La sua vera vocazione, tuttavia, erano lettere e giornalismo, quindi abbandonò la scuola di legge, per rientrare a Porto Alegre nel 1896, e dedicarsi al giornalismo militante, un'attività che effettuò per tutta la sua vita.
Nel giornalismo si distinse per il suo impegno culturale e politico. Cominciò la sua attività nel A Reforma, organo federalista, ma presto, dal 1897 si unì alla redazione della República, un organo di dissenso repubblicano.
All'età di diciannove anni esordì con un libro intitolato Per il futuro (Pelo futuro, 1897), invece i suoi articoli di giornale dal 1898 al 1900 vennero raccolti in un libro intitolato Attraverso la stampa (Através da imprensa).
Nel 1903, Alcides Maia andò a Rio de Janeiro, alternando lì la sua presenza con quella a Porto Alegre.
Le sue idee principali sono contenute nel libro Rio Grande indipendente (O Rio Grande independente, 1898).
Dal 1905 collaborò con numerosi giornali, 
O País, O Imparcial, Correio da Manhã, Jornal do Comércio, e tra anni dopo tornò a Porto Alegre per fondare il quotidiano Jornal da Manhã.
Nel 1910 pubblicò il suo unico romanzo, Rovine viventi (Ruínas vivas), il primo della trilogia regionalista ispirata dal lirismo della pampa e scritto con uno stile sempre più realista e meno romantico, seguito da Tapera (1911) e Anima barbara (Alma bárbara) (1922).
Altri lavori importanti risultarono nel 1912 la pubblicazione dei saggi Machado de Assis, con cui entrò a far parte della letteratura militante, Alcune note sull'umorismo (Algumas notas sobre o humor, 1912), Romanticismo e naturalismo attraverso il lavoro di Aulísio Azevedo (Romantismo e naturalismo através da obra de Aulísio Azevedo, 1926),e nel 1913, diventò membro dell'Accademia brasiliana delle lettere.
Rappresentò il Rio Grande do Sul nella Camera dei Deputati, nel periodo legislativo dal 1918 al 1921, impegnandosi per i problemi dell'educazione e della cultura.
Dal 1925 al 1938 soggiornò a Porto Alegre, partecipando al movimento rivoluzionario del 1930, prima di tornare a Rio, dove ha vissuto l'ultima parte della sua vita, frequentando l'Accademia di lettere brasiliana.
Alcides Maia morì il 2 ottobre 1944, dopo di che le sue spoglie furono trasferite al Panteon Rio-grandense, a Porto Alegre.
Il Sud, con la sua storia, le sue tradizioni, il suo spirito indipendente, i gauchos, furono i protagonisti della narrativa di Alcides Maia, che si eleva nel ricordo del passato con tinte nostalgiche. Il linguaggio si caratterizzò per numerosi neologismi e per una certa asprezza, invece la narrazione alternò dettagli e descrizioni secondarie.
Se nelle prime opere Alcides Maia seguì un'estetica romantica, in quelle seguenti l'autore si avvicinò alla seconda generazione parnassiana e in alcune pagine si dimostrò più decisamente realistico.

## Opere
- Per il futuro (Pelo futuro, 1897) (saggio);
- Rio Grande indipendente (O Rio Grande independente, 1898) (saggio);
- Attraverso la stampa (Através da imprensa, 1898-1900) (giornalismo);
- Rovine viventi (Ruínas vivas, 1910) (romanzo);
- Tapera, (1911) (racconto);
- Machados de Assis, (1912) (saggio);
- Alcune note sull'umorismo (Algumas notas sobre o humour, 1912) (saggio);
- Cronache e saggi (Crônicas e ensaios, 1918) (giornalismo);
- Anima barbara (Alma bárbara, 1922) (racconto);
- Il Gaucho tra leggenda e storia (O gaúcho na legenda e na história, 1922) (saggio);
- Leggende del sud, folclore (Lendas do Sul, folclore, 1922);
- Romanticismo e naturalismo attraverso il lavoro di Aulísio Azevedo (Romantismo e naturalismo na obra de Aluísio Azevedo, 1926) (saggio).